# EEF2
Эукариотический фактор элонгации 2 — белок, который у человека кодируется геном EEF2.
EEF2 относится к ГТФ-связывающему семейству факторов элонгации трансляции. EEF2 является одним из ключевых факторов, обеспечивающих синтез белка. EEF2 способствует ГТФ-зависимой транслокации рибосомы на матрице (мРНК). EEF2 инактивируется EF-2 киназой в результате фосфорилирования.
EEF2 является мишенью дифтерийного токсина (из Corynebacterium diphtheriae), и экзотоксином А (из Pseudomonas aeruginosa). Инактивация EF2 данными токсинами подавляет трансляцию в организме хозяина, что служит основой токсического и патогенетического действия.